# Ansdeno (kommun)
Ansdeno (franska: Anse d’Hainault) är en kommun i Haiti.   Den ligger i departementet Grand'Anse, i den västra delen av landet, 210 km väster om huvudstaden Port-au-Prince.